# Activisme (Belgique)
 (août 2024).
Pour les articles homonymes, voir Activisme.
Par le terme activisme on désigne la partie du mouvement des partisans flamingants qui ont collaboré avec l'occupant en Belgique à partir de 1916, dans l’espoir d’obtenir en contrepartie un certain nombre de revendications flamandes et même l'indépendance flamande. On les oppose aux flamingants qui ont, à l’inverse, refusé la coopération avec les forces d'occupation et ont été qualifiés du terme péjoratif de passivistes.
Parmi les revendications demandées on peut noter la transformation de l’Université francophone de Gand en Université néerlandophone.
À la fin de la guerre, environ 300 activistes sont condamnés à mort par les tribunaux belges. Aucun ne sera finalement exécuté.

## Activistes notables
- Auguste Borms
- Victor J. Brunclair
- René de Clercq
- Jan Derk Domela Nieuwenhuis Nyegaard
- Lodewijk Dosfel
- Moïsje Friedman
- Marnix Gijsen
- Saul de Groot
- Antoon Jacob
- Alfons Jonckx
- Paul van Ostaijen
- Lodewijk Oudkerk
- Hector Plancquaert
- Hendrik van Praag
- Salomon Kok
- Marten Rudelsheim
- Leo Simons
- Pieter Tack